# Camp Island (Nunavut)
Camp Island – niezamieszkana wyspa w Zatoce Frobishera, w Archipelagu Arktycznym, w regionie Qikiqtaaluk, na terytorium Nunavut, w Kanadzie. W pobliżu Camp Island położone są wyspy: Dog Island, Kungo Island, Luella Island, Metela Island i Quadrifid Island.